# Fatoumata Bagayoko
Fatoumata Bagayoko (Bamako, 23 maggio 1988) è un'ex cestista maliana.

## Carriera
Con il Mali ha disputato i Giochi olimpici di Pechino 2008 e i Campionati mondiali del 2010.